# Jessica Alba
Jessica Marie Alba (Pomona (Californië), 28 april 1981) is een Amerikaans model, actrice en zakenvrouw. Ze werd in 2001 genomineerd voor een Golden Globe voor haar hoofdrol in de televisieserie Dark Angel, waarvoor ze een jaar later daadwerkelijk een Saturn Award kreeg uitgereikt. Daarentegen 'won' ze in 2011 de Razzie Award voor slechtste bijrolspeelster en werd ze in zowel 2006, 2008 als 2009 genomineerd voor de Razzie Award voor slechtste actrice, telkens voor meerdere rollen die ze in die jaren speelde. In 2012 was Alba medeoprichter van The Honest Company, een bedrijf in consumentengoederen dat baby-, persoonlijke en huishoudelijke producten verkoopt.

## Biografie
Alba werd geboren in Pomona als dochter van een vader van Mexicaanse afkomst en een moeder van Canadese, Franse en Deense afkomst. Het gezin verhuisde naar Biloxi toen zij jong was. Later verhuisde het gezin naar Del Rio. Uiteindelijk vestigde de familie zich in Zuid-Californië toen zij negen was. Op haar twaalfde debuteerde ze als actrice. Ze heeft een jongere broer genaamd Joshua Alba, die in 2001 ook debuteerde als acteur.
Alba speelde begin jaren '90 vooral in reclames en gastrollen in enkele afleveringen van series als Beverly Hills 90210, Love Boat: The Next Wave. In 1993 maakte ze haar filmdebuut in Camp Nowhere. In 1994 was ze een aantal keer te zien in de televisieserie The Secret World of Alex Mack en in 1995 kreeg ze een hoofdrol in de serie The New Adventures of Flipper. Eind 1999 brak Alba door met haar hoofdrol in de serie Dark Angel als Max Guevara. Vervolgens kreeg Alba ook vaste voet in de filmwereld.

### The Honest Company
In januari 2012 lanceerden Alba en zakenpartner Christopher Gavigan The Honest Company, dat huishoudelijke artikelen, luiers en lichaamsverzorgingsproducten verkoopt. Begin 2013 bracht Alba haar boek The Honest Life uit, gebaseerd op haar ervaringen met het creëren van een natuurlijk, niet-toxisch leven voor haar gezin. Het boek werd een New York Times-bestseller. In oktober 2015 lanceerde Alba een collectie van huidverzorgings- en schoonheidsproducten genaamd Honest Beauty.

## Privéleven
Na van 2000 tot 2003 een relatie gehad te hebben en vanaf 2001 verloofd te zijn geweest met Michael Weatherly, trouwde Alba op 19 mei 2008 in Los Angeles met Cash Warren. Ze ontmoette hem tijdens de opnames van de film Fantastic Four (2004) en had sinds die tijd een relatie met hem. Samen kregen ze in 2008 een dochter, in 2011 een tweede dochter en op oudjaarsdag 2017 beviel ze van een zoon. In januari 2025 gaf het koppel aan te zullen scheiden. In juli 2025 bevestigde Alba haar nieuwe relatie met Danny Ramirez.

## Trivia
- Alba wordt genoemd in de liedjes We Made You van Eminem, He Said She Said van Ashley Tisdale, Jessica van de Britse band Elliot Minor, My Band van D12 en Swish van Mike Stud.
- In 2006 presenteerde Alba de MTV Movie Awards.
- Alba is samen met Blake Lively te zien in een videoclip van The Lonely Island ft. Akon.
- Voor haar rol in de thriller The Eye leerde ze viool spelen.
- Hayden Christensen en Alba bezochten het Bellevue Hospital terwijl ze Awake opnamen.
- Ze speelde in zowel 1999, 2005 als 2007 een personage met de naam Sam of Samantha.

- Bibsys: 5093318
- Biblioteca Nacional de España: XX1701087
- Bibliothèque nationale de France: cb14148730h (data)
- Catàleg d'autoritats de noms i títols de Catalunya: 981058518592806706
- Gemeinsame Normdatei: 131515705
- International Standard Name Identifier: 0000 0001 2095 5558
- Library of Congress Control Number: no99002172
- Nationale Bibliotheek van Letland: 000281416
- MusicBrainz: 712fb565-0956-4467-af8d-e97a0b29151c
- Bibliotheek van het Japanse parlement: 001121522
- Nationale Bibliotheek van Tsjechië: xx0041269
- Nationale bibliotheek van Australië: 42378293
- Nationale Bibliotheek van Israël: 987007327497605171
- Nationale Bibliotheek van Polen: a0000002233047
- Nederlandse Thesaurus van Auteursnamen: 267303394
- Istituto Centrale per il Catalogo Unico: RAVV377863
- Système universitaire de documentation: 127464328
- Trove: 1457789
- Virtual International Authority File: 8521661
- WorldCat: E39PBJgRRJ4dpG3wYF87MTttKd